# Sachsenberg
Sachsenberg is een stadsdeel van de Duitse stad Lichtenfels (Hessen) in het district Waldeck-Frankenberg in de deelstaat Hessen. Ze telt 950 inwoners (2007).
Sachsenberg ligt aan de Uerdinger Linie, in het traditionele hoogduitse gebied. Sachsenberg ligt in Waldeck. Sachsenberg ligt niet ver van Dalwigksthal.